# Roberto Appratto
Roberto Appratto (Montevideo, 28 de agosto de 1950) es un escritor, crítico literario uruguayo y docente de literatura uruguayo. 

## Biografía
Completó sus estudios literarios en el Instituto de Profesores Artigas (IPA) en 1974. También ha trabajado allí como profesor de teoría literaria y como profesor de secundaria desde 1991. Dicta clases de Narración Creativa en la Universidad Católica del Uruguay y de Guion en la Licenciatura en Medios Audiovisuales de la Escuela Nacional de Bellas Artes.
De 1975 a 1979, escribió crítica literaria en la revista Maldoror. Luego se hizo cargo de la misma tarea en La Plaza hasta 1981 y en el semanario Jaque. De 1983 a 1987 realizó crítica de cine para el semanario Aquí. Hasta 1998 también trabajó para El País Cultural. 
En 1998 fue galardonado con el Premio Municipal de Poesía de la Intendencia de Montevideo. Cuatro años después ganó nuevamente este premio con su obra En el momento mismo. En 2007 recibió el Premio Nacional. 
En 1974, 1975, 1979 y 1995 publicó trabajos críticos sobre Chéjov, Edgar Allan Poe, Jorge Luis Borges y E. E. Cummings. También publicó novelas y volúmenes de poesía. 
Su trabajo también fue editado en Argentina.

## Obras
- 1978: Bienmirada
- 1983: Cambio de palabras
- 1986: Velocidad controlada
- 1991: Mirada circunstancial a un cielo sin nubes
- 1993: Íntima (novela)
- 1994: Cuerpos en pose
- 1995: Arenas movedizas
- 1996: Bárbara (novela)
- 2004: Después
- 2004: La brisa (novela)
- 2005: Levemente ondulado
- 2007: Se hizo de noche (novela)
- 2008: 18 y Yaguarón (novela)
- 2014: La ficcionalidad en el discurso literario y fílmico
- 2014: Como si fuera poco (novela)
- 2016: Mientras espero (novela)
- 2018: La carta perdida (novela)
- 2020: El origen de todo (novela)

## Premios
- 1998, Premio Municipal de la Intendencia de Montevideo
- 2002, Premio Municipal de la Intendencia de Montevideo
- 2007, Premio Nacional
- 2015, Premio Bartolomé Hidalgo
- 2018, Mientras espero, Tercer Premio Narrativa MEC.